# Виктория Альбитинская
Виктория (умучена в 304 году) — мученица Альбитинская. День памяти — 11 февраля.
Святая Виктория родилась в Альбитина (Albitina), Северная Африка в благородной семье. Она обратилась ко Господу в детстве. Родители хотели выдать девушку замуж за молодого человека из благородной семьи, но святая Виктория отказалась вступить в брак, и в день бракосочетания выпрыгнула в окно родительского дома.
Святая Виктория была арестована во время Евхаристии. Её брат, язычник Фортунатина (Fortunatianus), пытался заступиться за неё, сказав на суде, что она безумна. Но она опровергла его высказывания, вступив в дискуссию с судьёй по имени Ануллин. Тот хотел отпустить девушку, отдав её на поруки её брату, но она отказалась, сказав, что ею может руководить только Бог. Зная её родителей, судья умолял отречься её «от фантазий», чтобы не лишиться жизни. Но святая сказала, что она христианка, что он верна Богу и что она причастилась Святых Даров.
Святая Виктория сотоварищи числом сорок пять, среди которых в частности были Фелика (Thelica), Ампелий, Эмерит и Рогатиан (Rogatian), была брошена в тюрьму, где явила особую крепость духа. Затем они были казнены.
Мощи святой Виктории почивают в старой молельне в Риньяно (Rignano) , Италия и часовне в Мария Штайн (Maria Stein), Огайо;.
Известна также иная святая Виктория, пострадавшая вместе с Анатолией и Аудаксом.